# Bürstenschwanz-Streifenbeutler

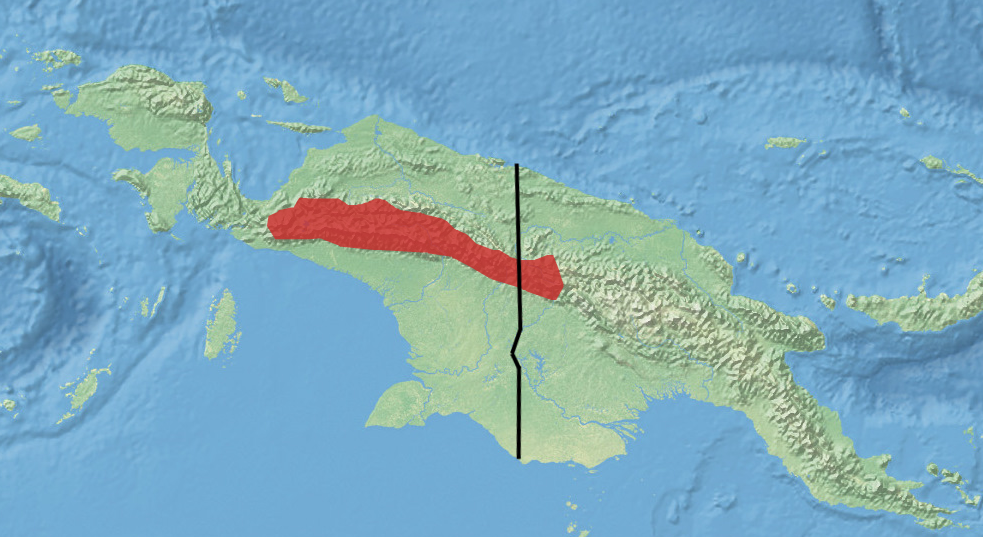
Das Verbreitungsgebiet des Bürstenschwanz-Streifenbeutlers im Westen von Neuguinea

Der Bürstenschwanz-Streifenbeutler (Dactylopsila megalura) ist eine im Maokegebirge im Westen von Neuguinea vorkommende Art der Gleitbeutler (Petauridae).

## Merkmale
Der Bürstenschwanz-Streifenbeutler erreicht eine Kopfrumpflänge von 20 bis 24 cm, hat einen 28 bis 29 cm langen Schwanz. Sein Gewicht ist nicht bekannt. Weibchen sind wahrscheinlich etwas kleiner als die Männchen. Das Fell ist weißlich bis hellgrau. Drei dunkelbraune bis schwarze Streifen verlaufen auf dem Rücken. Von allen anderen Streifenbeutlern unterscheidet sich der Bürstenschwanz-Streifenbeutler durch den langen, buschigen Schwanz.

## Lebensraum und Lebensweise
Der Bürstenschwanz-Streifenbeutler kommt in primären Bergwäldern in Höhen von 1000 bis 2300 Metern vor. Die fast ausschließlich baumbewohnende (arboreale) Beuteltierart ernährt sich unter anderem von größeren, in morschem Holz bohrenden Insektenlarven. Genaueres über Verhaltensweisen und die Fortpflanzung ist nicht bekannt.

## Gefährdung
Die IUCN stuft den Bürstenschwanz-Streifenbeutler als ungefährdet (Least Concern) ein. Grund ist das relativ große, vom Menschen weitgehend unberührte Verbreitungsgebiet.

## Belege
1. 1 2 3  Stephen Jackson: Family Petauridae (Striped Possums, Leadbeater's Possum and Lesser Gliders). S. 559 in Don E. Wilson, Russell A. Mittermeier: Handbook of the Mammals of the World – Volume 5. Monotremes and Marsupials. Lynx Editions, 2015, ISBN 978-84-96553-99-6
2. ↑  Dactylopsila megalura in der Roten Liste gefährdeter Arten der IUCN 2016. Eingestellt von: Leary, T., Wright, D., Hamilton, S., Singadan, R., Menzies, J., Bonaccorso, F., Helgen, K., Seri, L., Allison, A., Salas, L. & Dickman, C., 2015. Abgerufen am 29. Juni 2018.